# Tres Ríos
Tres Ríos est une ville du Costa Rica, dans la province de Cartago. Elle est située près de la ville de Cartago.